# Kanal ob Soči
Kanal ob Soči – wieś w Słowenii, w gminie Kanal ob Soči. W 2018 roku liczyła 1158 mieszkańców.
Z Kanal ob Soči pochodzi Eva Mori, słoweńska siatkarka, od sezonu 2019/2020 grająca w ŁKS-ie Commercecon Łódź.